# محمد قدوح (بازیکن فوتبال، زاده ۱۹۹۷)
محمد قدوح (عربی: محمد جلال قدوح؛ زادهٔ ۱۰ ژوئیهٔ ۱۹۹۷) بازیکن فوتبال اهل لبنان است.
وی همچنین در تیم‌های ملی فوتبال زیر ۲۳ سال لبنان، و لبنان بازی کرده‌است.